# Metlička
Metlička (Avenella) je rod trav, tedy z čeledi lipnicovitých (Poaceae). Jedná se většinou o vytrvalé byliny. Jsou převážně trsnaté. Stébla dorůstají výšek zpravidla 20–70 cm. Čepele listů jsou většinou svinuté nebo žlábkovitě složené, dosahují šířky 0,3–0,8 mm, na vnější straně listu se při bázi čepele nachází jazýček. Květy jsou v kláscích, které tvoří latu, která je rozložitá v době zralosti, v mladších stádiích někdy mírně stažená. Klásky jsou zboku smáčklé, vícekvěté (zpravidla 2, méně často 3 květy). Na bázi klásku jsou 2 plevy, které jsou téměř stejné nebo vzácněji nestejné, bez osin. Pluchy jsou často stříbřité až chrupavčité, většinou osinaté. Plušky jsou bez osin, dvoukýlné. Plodem je obilka, která je okoralá.

## Taxonomická poznámka
Mnozí autoři zahrnují rod Avenella Parl. do rodu Deschampsia P.B. , česky metlice, tedy metlička křivolaká (Avenella flexuosa (L.) Drejer, syn.: Deschampsia flexuosa (L.) Trin.).

## Druhy rostoucí v Česku
V České republice roste pouze 1 druh z rodu metlička (Avenella), metlička křivolaká (Avenella flexuosa, syn.: Deschampsia flexuosa (L.) Trin.). Je to běžný druh kyselých lesů a kyselých pastvin a vřesovišť od nížin po nejvyšší horské vrcholy. Jedná se o silný acidofyt (kyselomilný druh). V rámci Evropy je však dosti variabilní a je rozlišováno více poddruhů.